# 莫羅齊夫卡 (波格列比謝區)
49°36′28″N 29°22′17″E / 49.60778°N 29.37139°E
莫羅齊夫卡（烏克蘭語：Морозівка），是烏克蘭的村落，位於該國西南部文尼察州，由文尼察區負責管轄，面積0.28平方公里，海拔高度209米，2001年人口668，人口密度每平方公里2,385.71人。